# Coupe de France 1927/28

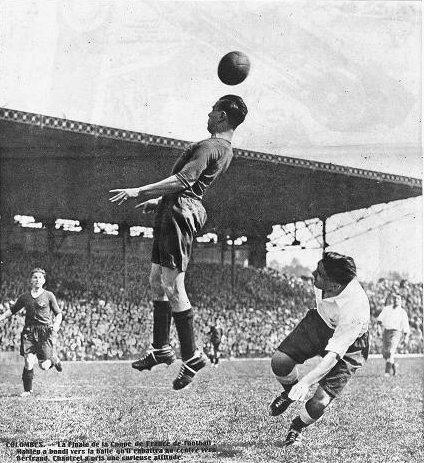
Finale van de Coupe de France 1927/28

Het seizoen 1927/28 was het elfde seizoen van de Coupe de France in het voetbal. Het toernooi werd georganiseerd door de Fédération Française de Football Association (FFFA).
Dit seizoen namen er 336 clubs aan deel (10 minder dan de recorddeelname in het vorige seizoen). De competitie eindigde op 6 mei met de finale in het Stade Olympique Yves-du-Manoir in Colombes. De zege ging voor de vierde keer naar Red Star Paris (voor het eerst als Red Star Olympique, in 1921, 1922 en 1923 werd de beker als Red Star Amical Club gewonnen) die in de finale CA Paris met 3-1 versloeg.

## Uitslagen

### 1/32 finale
De 1/32e finale was de vierde ronde, inclusief de voorronde. De wedstrijden werden op 3 december 1927 gespeeld, de beslissingswedstrijden op 18 december.
| Winnaar                 | Uitslag    | Verliezer                |
| ----------------------- | ---------- | ------------------------ |
| Red Star Olympique      | 1-0        | SC Nîmes                 |
| CA Paris                | 5-1        | AS Audincourt            |
| Stade Français          | 4-3        | US Vergèze               |
| FC Mulhouse             | 2-0        | AC Arles                 |
| AC Amiens               | 3-2 nv     | CASG Paris               |
| Olympique Lille         | 4-0        | FC Saint-Louis 1911      |
| FC Sète                 | 1-0        | Girondins Guyenne Sports |
| Stade Raphaëlois        | 7-3        | CO Saint-Chamond         |
| US Saint-Servan         | 1-1 *; 3-0 | CA Paris XIVe (?)        |
| AS Valentigney          | 3-2        | OGC Nice                 |
| US Boulogne             | 5-0        | AS Amicale Paris         |
| FC Rouen                | 3-0        | Stade Laval              |
| Olympique Marseille     | 8-1        | US Annemasse             |
| La Bastidienne Bordeaux | 4-1        | Armoricaine Brest        |
| SO Montpellier          | 3-2        | Stade Bordeaux           |
| Stade Le Havre          | 3-1        | Excelsior Tourcoing      |

| Winnaar              | Uitslag      | Verliezer           |
| -------------------- | ------------ | ------------------- |
| Stade Quimper        | 2-1 nv       | US Creil-Saint-Just |
| Le Havre AC          | 1-1 nv ; 4-1 | US Auchel           |
| Drapeau Fougères     | 5-0          | CA Vitry            |
| AS Cannes            | 10-1         | Lyon OU             |
| Stade Rennes         | 4-2          | UA Paris XVIe (?)   |
| FC Dieppe            | 7-0          | US Le Bourget       |
| Stade Mont-de-Marsan | 2-1          | FEC Levallois       |
| Club Français        | 1-0          | Racing Calais       |
| Racing Club Rouen    | 0-6 **       | RC Roubaix          |
| Olympique Alès       | 2-1          | ES Juvisy           |
| US Quevilly          | 2-0          | ASC Dinard          |
| US Tourcoing         | 4-2          | Red Star Strasbourg |
| US Belfort           | 6-2          | FC Lyon             |
| CS Jean Bouin Angers | 2-1          | Stade Roubaix       |
| US Suisse Paris      | 1-1 nv; 3-1  | FC Bischwiller 07   |
| RC Arras             | 2-1          | CA Metz             |

### 1/16 finale
De wedstrijden werden op 8 januari 1928 gespeeld, de twee beslissingswedstrijden op 22 januari.
| Winnaar            | Uitslag     | Verliezer            |
| ------------------ | ----------- | -------------------- |
| Red Star Olympique | 5-1         | Stade Quimper        |
| CA Paris           | 0-0 nv; 1-0 | Le Havre AC          |
| Stade Français     | 3-2         | Drapeau Fougères     |
| FC Mulhouse        | 4-0         | AS Cannes            |
| AC Amiens          | 7-3         | Stade Rennes         |
| Olympique Lille    | 10-2        | FC Dieppe            |
| FC Sète            | 3-0         | Stade Mont-de-Marsan |
| Stade Raphaëlois   | 3-0         | Club Français        |

| Winnaar                 | Uitslag     | Verliezer            |
| ----------------------- | ----------- | -------------------- |
| US Saint-Servan         | 3-1         | Racing Club Rouen    |
| AS Valentigney          | 6-0         | Olympique Alès       |
| US Boulogne             | 6-1         | US Quevilly          |
| FC Rouen                | 2-1         | US Tourcoing         |
| Olympique Marseille     | 3-0         | US Belfort           |
| La Bastidienne Bordeaux | 4-2         | CS Jean Bouin Angers |
| SO Montpellier          | 3-0         | US Suisse Paris      |
| Stade Le Havre          | 2-2 nv; 5-2 | RC Arras             |

### 1/8 finale
De wedstrijden werden op 5 februari 1928 gespeeld. De enige beslissingswedstrijd op 19 februari.
| Winnaar            | Uitslag | Verliezer       |
| ------------------ | ------- | --------------- |
| Red Star Olympique | 5-1     | US Saint-Servan |
| CA Paris           | 2-0     | AS Valentigney  |
| Stade Français     | 1-0     | US Boulogne     |
| FC Mulhouse        | 2-1 nv  | FC Rouen        |

| Winnaar          | Uitslag     | Verliezer               |
| ---------------- | ----------- | ----------------------- |
| AC Amiens        | 4-4 nv; 3-2 | Olympique Marseille     |
| Olympique Lille  | 5-1         | La Bastidienne Bordeaux |
| FC Sète          | 3-1         | SO Montpellier          |
| Stade Raphaëlois | 2-1         | Stade Le Havre          |

### Kwartfinale
De wedstrijden werden op 26 februari 1928 gespeeld. De enige beslissingswedstrijd op 15 maart.
| Winnaar            | Uitslag     | Verliezer        |
| ------------------ | ----------- | ---------------- |
| Red Star Olympique | 4-3         | AC Amiens        |
| CA Paris           | 0-0 nv; 1-0 | Olympique Lille  |
| Stade Français     | 2-1         | FC Sète          |
| FC Mulhouse        | 1-0         | Stade Raphaëlois |

### Halve finale
De wedstrijden werden op 1 april 1928 gespeeld.
| Winnaar            | Uitslag | Verliezer      |
| ------------------ | ------- | -------------- |
| Red Star Olympique | 8-2     | Stade Français |
| CA Paris           | 5-1     | FC Mulhouse    |

### Finale
De wedstrijd werd op 6 mei 1928 gespeeld in het Stade Olympique Yves-du-Manoir in Colombes voor 30.000 toeschouwers. De wedstrijd stond onder leiding van scheidsrechter Georges Balvay.
| Winnaar                                               | Uitslag | Finalist            |
| ----------------------------------------------------- | ------- | ------------------- |
| Red Star Olympique                                    | 3-1     | CA Paris            |
| Paul Wartel 8' Brenna Egil Lund 33' Juste Brouzes 61' |         | 45' Pierre Bertrand |

1917/18 · 1918/19 · 1919/20 · 1920/21 · 1921/22 · 1922/23 · 1923/24 · 1924/25 · 1925/26 · 1926/27 · 1927/28 · 1928/29 · 1929/30 · 1930/31 · 1931/32 · 1932/33 · 1933/34 · 1934/35 · 1935/36 · 1936/37 · 1937/38 · 1938/39 · 1939/40 · 1940/41 · 1941/42 · 1942/43 · 1943/44 · 1944/45 · 1945/46 · 1946/47 · 1947/48 · 1948/49 · 1949/50 · 1950/51 · 1951/52 · 1952/53 · 1953/54 · 1954/55 · 1955/56 · 1956/57 · 1957/58 · 1958/59 · 1959/60 · 1960/61 · 1961/62 · 1962/63 · 1963/64 · 1964/65 · 1965/66 · 1966/67 · 1967/68 · 1968/69 · 1969/70 · 1970/71 · 1971/72 · 1972/73 · 1973/74 · 1974/75 · 1975/76 · 1976/77 · 1977/78 · 1978/79 · 1979/80 · 1980/81 · 1981/82 · 1982/83 · 1983/84 · 1984/85 · 1985/86 · 1986/87 · 1987/88 · 1988/89 · 1989/90 · 1990/91 · 1991/92 · 1992/93 · 1993/94 · 1994/95 · 1995/96 · 1996/97 · 1997/98 · 1998/99 · 1999/00 · 2000/01 · 2001/02 · 2002/03 · 2003/04 · 2004/05 · 2005/06 · 2006/07 · 2007/08 · 2008/09 · 2009/10 · 2010/11 · 2011/12 · 2012/13 · 2013/14 · 2014/15 · 2015/16 · 2016/17 · 2017/18 · 2018/19 · 2019/20 · 2020/21 · 
2021/22 · 2022/23 · 2023/24 · 2024/25 ·